# موتور غلام علي دهقاني
موتور غلام علي دهقاني (بالإنجليزية: Mowtowr-e Gholam Ali Deh-e Qani)‏ هي منطقة سكنية تقع في سيستان وبلوتشستان في إيران.